# Kateřina Koubová (ragbistka)
Kateřina Koubová (* 25. května 1992) je česká reprezentantka v ženském Ragby 7. Také je známá svou účastí ve druhé televizní reality show Robinsonův ostrov.

## Biografie
V roce 2017 nastoupila na pozici generálního sekretáře klubu Tatra Smíchov.